# Gattapone
Matteo di Giovannello, detto Gattapone (Gubbio, 1300 circa – Gubbio, 1383), è stato un architetto italiano.
È passato alla storia come uno dei più importanti architetti del trecento italiano, anche se documenti degli anni 1349-50 lo definiscono mensurator, geumetra, e altri del 1363-69, durante la costruzione della Rocca Albornoziana di Spoleto, lo definiscono soprintendente, fattore. È conosciuto anche, secondo le diverse fonti, come Matteo Giovannelli o Matteo Gattaponi.

## Opere principali
Il suo nome è legato a importanti edifici civili e militari del Trecento italiano. Le opere più impegnative furono:
- il Palazzo dei Consoli della sua città natale, Gubbio
- la Rocca Albornoziana di Spoleto, formidabile costruzione che riunisce in sé la potenza dell'arte militare e la sontuosità di una residenza regale, definita da Ferdinand Gregorovius forse il più bel monumento del medioevo
- altre Rocche, che edificò su commissione di Egidio Albornoz: oltre a quella di Spoleto, la più possente e tuttora meglio conservata, ci sono quella di Narni e quella di Urbino
- la fortezza di Porta Sole a Perugia, per cui dovette sfiancare il vecchio Duomo di San Lorenzo (1373)
- il chiostro di Santa Giuliana, a Perugia, con solidi pilastri, fantasiosi capitelli, e possenti arcate;
- le arcate del Palazzo della Signoria a Spoleto
- la loggia del Palazzo dei Priori a Narni
- la Cappella di Santa Caterina (o del Crocifisso), nella Chiesa Inferiore della Basilica di San Francesco ad Assisi, su richiesta del Cardinale Egidio Albornoz, che alla sua morte vi fu temporaneamente sepolto, nel 1368, prima della traslazione della salma nella Cattedrale de Santa María de Toledo
- Collegio di Spagna a Bologna.